# インターネット・アドベンチャー
インターネット・アドベンチャーは、株式会社セガが立命館大学准教授渡辺修司の原案・企画監修のもと開発していたパソコン用の3Dインターネットブラウザ。幾度かのβテストを経て、2009年（平成21年）7月に正式サービスの開始を予定していたが、現在は開発及びサービス休止状態にある。

## 概要
ブラウザでのWebブラウジング(二次元)に3D仮想空間(三次元)によるSNS機能を連動させたサービス。ブラウザ上で別のウェブページ(以下ページと略称)へジャンプすると、インターネット・アドベンチャー上の3D仮想空間も該当ページに対応した別空間へワープする。
3D仮想空間は「アイランド」と呼ばれ、全てのウェブページに対して個別にアイランドが割り当られている。同じページを見ている人のアバターは、その同じページに該当する同一アイランド内に集まる。そこで複数の人々と同一ページ上の情報を共有しつつ、チャットでコミュニケーションを交わす事が出来るのが特徴である。
一般的にはメタバースとして分類されるが、基本構造にロールプレイングゲーム的要素も僅かながら組み込まれており、簡易MMO的な側面も持ち得る。開発元のセガは「3Dインターネットブラウザ」と呼び、コミュニケーションツールとしての存在をアピールしていた。

### アイランド
アイランドは、初期状態では一定範囲のエリア内に設けられた小さな島で、基本的に「ファンアイランド」と「オーナーアイランド」の2種類がある。
ファンアイランドは、基本的に全てのアドレスに対して割り当てられている最も小さくシンプルなアイランド。アイテムを置けない（後述の「Pia」を置くことは可能）等の制限がある。オーナーアイランドは、自分の所有するホームページやブログ等のインターネットアドレスを「オーナーアイランド申請」で申請することで、アイテムの配置や飾り付けが可能になったり、アイランドの名前を付けたり各種設定を変更出来るようになるもの。また、ある条件が揃えばアイランドのエリアが拡張され大きな島にレベルアップする。
他にも、インターネット・アドベンチャー公式やセガ公式、Yahoo！ゲーム等の企業が保有するアイランドは、独自にカスタマイズされておりモデリング等も凝った作りになっている。
ソフトを起動させると、ブラウザに直前まで表示していたページに対するアイランドから始まる。他のアイランドへ移動したい場合はブラウザ上でwebアドレスを変更し別ページを表示させればよい。

### 「Pia」システム
表面に写真などの画像（「シール」と呼ばれる）を張る事の出来る単純な形状のオブジェクト。作成後は頭や腕に装備可能。但し攻撃力・防御力等は付加されない。板・立方体・円柱・円錐・球・四角錐などが用意されており、モデリングの知識が無くても比較的簡単に導入できる機能で、ちょっとした工夫によって多彩な表現が可能である。

### 「ネットの奥からお宝ZAKZAKキャンペーン」
〔iA〕仮想空間内の各アイランドに埋められたお宝を、一般参加ユーザーが「さいしょのつるはし」と呼ばれる発掘用アイテムを用いて掘り出すと言うもの。
ハワイ・グアムといった海外旅行、沖縄旅行、大手メーカー製の液晶テレビ・ノートパソコン・ビデオデッキ・カメラ、セガ製ゲーム1年分等、高額商品も多数出品されていた。
アイランド内に出現する数箇所の発掘ポイントで「掘る」と場所によって宝箱が出現し、現われた宝箱をつるはしで叩くことで宝箱のグレードが変化する。但し、叩きすぎると消滅してしまう。
また、掘り始めてから掘り終るまでの操作は全て自動で行なわれる為、叩く回数をユーザーが決定することは出来ない。
尚、規約で禁止されていた関係者による参加・賞品獲得が数回発生し、公式ページにて獲得無効の告知が行なわれた。

### サービス休止と撤退報道の食い違い
セガは2009年3月の完成発表会で公表されたキャンペーンが一通り終了した同年5月30日、運営から同年7月31日のメンテナンスを以ってのサービス休止が発表された。
公式ページにはサービス休止としか明記されていないが、業界ニュース各方面では「サービス終了」との報道がなされた。
一部には「撤退」に至る経緯が広報担当者から語られた様子が記されている。

## 導入
|             | Windows XP                    | Windows Vista                 |
| ----------- | ----------------------------- | ----------------------------- |
| CPU         | Pentium 4 1.4GHz以上          | Pentium 4 1.4GHz以上          |
| メモリ      | 512MB以上                     | 1GB以上                       |
| HDD空き容量 | 1.5GB以上                     | 1.5GB以上                     |
| ブラウザ    | Internet Explorer 6.0以降必須 | Internet Explorer 6.0以降必須 |

ソフトをインストールすると、Internet Explorerのアドオンとして「IAツールバー」が追加される。ブラウザを開き、ツールバーから起動させると、Windowsの壁紙部分に3D仮想空間が表示される(ウィンドウ表示も可能)。Internet Explorer以外のブラウザに対しての導入は不可能である。